# Romariswandköpfe
Romariswandköpfe är en bergstopp i Österrike. Den ligger i den centrala delen av landet, 300 km väster om huvudstaden Wien. Toppen på Romariswandköpfe är 3 511 meter över havet, eller 84 meter över den omgivande terrängen. Bredden vid basen är 0,60 km.
Terrängen runt Romariswandköpfe är huvudsakligen bergig. Runt Romariswandköpfe är det ganska glesbefolkat, med 29 invånare per kvadratkilometer.. Närmaste större samhälle är Matrei in Osttirol, 14,4 km sydväst om Romariswandköpfe. 
Trakten runt Romariswandköpfe består i huvudsak av gräsmarker.